# Пад Смедерева (1439)
Пад Смедерева је историјски догађај османског освајања Смедерева, главног града Српске деспотовине, који се одиграо 18. августа 1439. године. Османске снаге, предвођене султаном Муратом II (1421—1451) заузеле су готово целу тадашњу Србију и почетком јуна су опселе град који су бранили Гргур Бранковић и Тома Кантакузин. После тромесечне опсаде, током које је Смедеревски град био изложен сталном бомбардовању артиљерије, посада се, услед несташице хране, предала. Овим чином, Српска деспотовина је привремено престала да постоји, а Смедерево је постало средиште санџака, на чијем се челу нашао Исак-бег из Скопља. На југу Деспотовине, Ново Брдо се бранило још две године (до 27. јуна 1441), а сам деспот Ђурађ Бранковић (1427—1456) је пре опсаде отишао у Мађарску. Тамо је настојао да окупи снаге, прво да помогне опседнутом граду, а потом да поврати своју државу, што је на крају успео, после Дуге војне и Сегединског мира 1444. године.

## Србија између Угарске и Турске
Натеран од стране Турака, Ђурађ Бранковић је признао, поред Мађарске, и турску врховну власт, и плаћао им је годишње 50.000 дуката као данак. Дуго је водио политику оданости и према Турцима и према Мађарима. Његова кћер Мара постала је жена султана Мурата II (1435), а друга кћер, Катарина, удала се за грофа Улриха III Цељског, рођака мађарског краља Сигисмунда. После Сигисмундове смрти (децембра 1437), Турци су припремили велики напад на Србију и Мађарску. Знајући да нема никаквих могућности да се одбрани од Турака, деспот је покушавао да преговара и у једном моменту се учинило да ће успети да умири султана тако што му је препустио неке територије око Дунава. Међутим, све је то било само увод у катастрофу која је следила, а она је наступила већ следеће године. Почетком лета 1439. године велика турска војска коју је лично водио Мурат II ударила је на Србију. Тада је било јасно да султан намерава да освоји целу Деспотовину.

## Опис турске војске
Опис турске војске дао је Бертрадон Брокијери, савременик деспота Ђурађа, који је боравио међу Турцима и дао поуздан опис:,,Турци до тела носе обично две памучне антерије, једну врз другу, која им допире до земље. Такође носе одећу од сукна, која им је више као огртач и коју зову капинат. Носе чизме до колена и широке чакшире од свиле,кадифе или других тканина. Што се тиче војне опреме и оружија, многи Турци носе красне панцире,који изгледају као наши (европски) панцири, само што су прстенови или колутићи ситнији. Панцир им виси до бедара (бутина), а по средини је притегнут од којих један крај виси до листова војника. На глави носе округлу капу која се у шиљак завршава и висока је око стопу и по. Свуда у округ имају притврђене гвоздене плоче, и шипке које бране лице и побразе од удараца мачем, а налик су шлемовима који се у Француској зову саладима. Носе такође и покривала од гвоздених мрежица, које могу бити врло красно урађене.

## Опсада града
Већ на самом почетку лета 1439. године, турска војска се улогорила под Смедеревом и опсада је почела. Деспот их није дочекао у Смедереву, већ се са женом Јерином и блиском пратњом одмах пребацио у Угарску, оставивши град потпуно неприпремљен за опсаду. Смедерево је тада требало да бране Гргур Бранковић и Тома Кантакузин. Само Смедерево се показало као „тврд орах“ за Турке. Иако су га непрестано бомбардовали великим топовима, његови чврсти бедеми нису попустили. Три месеца се овај град бранио и могуће да би тврде зидине одбиле Турке да је у Смедереву било довољно хране. Управо је то био разлог који је приморао опсађене да се предају. Могли су да одбију турске нападе, али против глади нису могли да се боре. Док је трајала опсада Смедерева, деспот Ђурађ је са сигурне удаљености покушавао да у Угарској сакупи војну помоћ. Угарски краљ Албрехт је био вољан да помогне, па је чак почео да припрема бродове којима би Смедереву послао храну. Имао је подршку и Јанка Хуњадија, али то је било све. Остали његови великаши нису показивали нимало воље да ратују са Турцима. Краљ Албрехт је успео да сакупи око двадесет хиљада војника и та се војска покренула. До овог похода је дошло захваљујући Ђурђу, који је дао огроман новац да се војска опреми и он је био тај који је непрестано тражио да се што пре крене. Све је то, ипак, ишло сувише споро и војска је дошла тек до ушћа Тисе у Дунав кад је стигла вест да се Смедерево предало.

## После опсаде
Султан Мурат II је вероватно очекивао да ће Смедерево заузети много лакше него што се то показало. Уз то, стизале су и вести да се Ново Брдо никако не предаје, па је похитао на југ да коначно сломи српски отпор. Након заузимања Смедерева, султан Мурат II је почео опсаду Београда, која се отегла много дуже него што је Мурат II мислио. За то време Владислав III је крунисан за угарског краља. Тада је Турцима Владислав III послао посланике тражећи од султана да одмах прекине опсаду и да сакупља војску из целе своје државе, која се током априла 1440. године сакупила под Београдом. Тиме је почела опсада овог јаког угарског упоришта. Ова опсада је била прва катастрофа за Турке и самог Мурата II јер је у самој опсади погинуло 17.000 турских војника. Док се све то дешавало под Београдом, деспот Ђурађ је преко Венеције стигао у Зету. Ту није затекао добру ситуацију будући да је ову његову (једино преосталу) територију покушао да преузме Стефан Вукчић. Вукчић је покушао да искористи деспотову пољуљану позицију, а осећао се јачим него што је био у ствари, будући да је у то време био турски вазал, па је рачунао и на турску помоћ. Да би се одржао у Зети, деспот је морао да придобије подршку Црнојевића, који су тада представљали једину реалну снагу која му је могла помоћи. Но, ту није наишао на разумевање. Стигавши у Бар, деспот Ђурађ је успоставио везу са Новим Брдом, које је још увек одолевало турској опсади. Како су Турци расписали уцену на његову главу, постаје неповерљив према најближим сарадницима. Из тог разлога, издавши на брзину неке повеље у Будви, 12. априла 1444. године, Ђурађ се склања у Дубровник. За три дана сазнаје да му је син Гргур завршио у турској тамници. Баш тада, када је уцењен, деспот је сазнао да се Владислав III крунисао за угарског краља (јула 1440. године). У касну јесен те године краљ Владислав III је оптужио деспота за сарадњу са Турцима и тада су му нека имања у Угарској заплењена.

## Дуга војна
Располажући великим новчаним средствима, деспот је успео да поправи свој положај у Мађарској и да прикупи велику војску. Истовремено, посредством кардинала Цезаринија, формирана је Лига против Турака. На челу Лиге били су мађарско-пољски краљеви, Ладислав V Посмрче, Јанош Хуњади и деспот Ђурађ. Они су са великом војском провалили 1443. године у Турску и победоносно дошли до Софије. То је била такозвана „дуга војна“. Хришћанска победа је узбудила цео Балкан. Турци су, нашавши се у неприлици, понудили мир. Захваљујући посредовању султаније Маре и деспота Ђурђа, мир је склопљен у Сегедину 1444. године. На основу овог мира, деспот је добио натраг своју државу, са 24 града, укључујући Ново Брдо, Голубац и Крушевац, а 22. августа 1444. је поново ушао у Смедерево.